# Un fils (film, 2003)
Pour les articles homonymes, voir Un fils.
Pour plus de détails, voir Fiche technique et Distribution.
Un fils est un film français réalisé par Amal Bedjaoui et coécrit avec Isabelle Pichaud sorti en 2003.

## Synopsis
Menant une double vie, Selim, jeune et beau beur, se prostitue la nuit dans des boîtes de travestis et des boîtes de nuit parisiennes. Sa meilleure amie Louise exerce le même métier que lui.
Le père de Selim, veuf, et le fils tissent un rapport familial intimiste construit sur le mensonge et le secret. Ils ne parviennent pas à se rapprocher l'un de l'autre. Seul le destin les rapprochera.

## Fiche technique
- Scénario : Amal Bedjaoui et Isabelle Pichaud
- Réalisation : Amal Bedjaoui
- Musique : Matthieu Charter
- Image : Nara Keo Kosal
- Durée : 58 minutes

## Distribution
- Mohamed Hicham : Selim
- Hammou Graïa : Omar
- Isabelle Pichaud : Louise
- Aurélien Recoing : Max
- Licino Da Silva : le gérant de l'hôtel
- Olivier Rabourdin : le capitaine Lopez
- Philippe Carta : l'agresseur n°1
- Walid Afkir : l'agresseur n°2
- Hervé Blanc : le client des toilettes
- Xavier Maly : le client de Louise
- Benouar Habibi : l'agresseur n°3
- Rachid Saïd : l'agresseur n°4